# Marcă est-germană
Marca est-germană (DDM, Mark der DDR sau Ostmark) a fost unitatea monetară  principală a Republicii Democrate Germane (RDG) din 1948 până la data de 1 iulie 1990. Marca est-germană era divizată în 100 de pfenigi.

## Istoria mărcii est-germane
| Unitatea monetară est-germană | Unitatea monetară est-germană | Unitatea monetară est-germană | Unitatea monetară est-germană |
| ----------------------------- | ----------------------------- | ----------------------------- | ----------------------------- |
| Numele                        | Abreviere                     | De la                         | Până la                       |
| Deutsche Mark                 | DM                            | 31 octombrie 1951             | 31 iulie 1964                 |
| Mark der Deutschen Notenbank  | MDN                           | 1 august 1964                 | 31 decembrie 1967             |
| Mark der DDR                  | M                             | 1 ianuarie 1968               | 30 iunie 1990                 |

După Al Doilea Război Mondial, Germania a fost împărțită între cei patru aliați învingători (Statele Unite ale Americii, Regatul Unit, Uniunea Sovietică și Franța). Însă dificultăți de tot felul provocate de Războiul Rece  au  determinat Statele Unite ale Americii, Regatul Unit și Franța să facă o reformă monetară la 20 iunie 1948 în « trizona » occidentală, instituind Deutsche Mark, pentru a înlocui Reichsmark. Pentru ca afluxul masiv de Reichsmark devalorizate în Zona de ocupație sovietică să nu provoace o prăbușire economică a acesteia, care era deja foarte instabilă, autoritățile sovietice de ocupație au replicat hotărând să creeze propria lor unitate monetară. Astfel, la 23 iunie, ele decis să aplice cupoane autoadezive pe bancnotele celor care erau în măsură să dovedească proveniența acestor fonduri bănești. Această măsură era limitată la 70 de Reichsmark de persoană. Prin urmare, doar bancnotele puteau fi schimbate contra noilor cupuri emise de Deutsche Notenbank, banca centrală a zonei de est (perechea răsăriteană a Bank Deutscher Länder, străbuna viitoarei Deutsche Bundesbank) și care va deveni apoi Staatsbank, în 1968.
La 24 iulie 1948, o nouă serie de cupuri a fost pusă în circulație și denumită Deutsche Mark von der Deutschen Notenbank până în  1964. Apoi a luat numele de Mark der Deutschen Notenbank până în 1967, și în sfârșit Mark der DDR (marcă a RDG). Dar a fost denumită pur și simplu Mark (marcă).
Marca est-germană a fost înlocuită de Deutsche Mark (marca vest-germană), la paritate echivalentă, la 1 iulie 1990, când a intrat în vigoare uniunea monetară a celor două state germane, ca urmare a căderii Zidului Berlinului, în noiembrie 1989 și încheierii oficiale a reunificării Germaniei, la 3 octombrie 1990.

## Puterea de cumpărare
Puterea de cumpărare a mărcilor est-germane poate fi estimată cel mai bine cu prețurile din RDG, dacă le privim în comparație cu veniturile medii. Potrivit tabelului cu veniturile pensionarilor, un venit mediu era, de exemplu, în RDG: 
- 1950: 265,25 DM
- 1960: 444 DM
- 1970: 589,08 M
- 1980: 787,33 M
- 1990: 1.290,33 M

Prețurile „nevoilor fundamentale” (produse alimentare de bază, chirie, electricitate, biletele de transport, ziare) au fost înghețate la nivelul existent înainte de război. Multe prețuri au rămas constante  timp de mai multe decesnii, întrucât erau subvenționate de  către stat. Acest fapt a condus, pe de altă parte, la salarii relativ slabe, iar în 1988, pentru cetățenii mijlocii, ele oscilau între 400 și 1.300 de mărci cu o medie care se situa în jur de 800 de mărci. În 1988, pensiile standard se ridicau între 300 și 600 de mărci.

## Monede metalice est-germane
Monedele metalice est-germane au fost bătute în două orașe din Republica Democrată Germană, precum și, în 1968, în mod exepțional, în orașul Leningrad. Se poate afla locul baterii citind litera specifică:
- Litera A: atelierul "Staatliche Münze" de la Berlin (1948-1990); există monede fără marcajul atelierului monetar.
- Litera A: Leningradskii Monetnîi Dvor (Atelierul Monetar din Leningrad), azi Sankt Petersburg: Aici au fost emise monedele cu valoare nominală de 1 Pfennig, în 1968 [1]
- Litera E: atelierul de la Muldenhütten, până în 1953.